# Suhîi Iar, Berezivka
Suhîi Iar (în ucraineană Сухий Яр) este un sat în comuna Mîkolaiivka din raionul Berezivka, regiunea Odesa, Ucraina.

## Demografie
Componența lingvistică a localității Suhîi Ovrah
     Ucraineană (84,16%)
     Rusă (7,92%)
     Română (7,92%)
Conform recensământului din 2001, majoritatea populației localității Suhîi Ovrah era vorbitoare de ucraineană (84,16%), existând în minoritate și vorbitori de rusă (7,92%) și română (7,92%).